# Deutsche Gesellschaft für Notfallmedizin
Die Deutsche Gesellschaft für Notfallmedizin e.V. (DGINA) ist eine deutsche medizinische Fachgesellschaft auf dem Gebiet der interdisziplinären Notfall- und Akutmedizin. Präsident der DGINA ist Martin Pin, Chefarzt der Zentralen Notaufnahme des Florence-Nightingale-Krankenhauses der Kaiserswerther Diakonie Düsseldorf.

## Aufgaben und Ziele
Die Arbeit der DGINA verteilt sich auf mehrere Schwerpunkte, darunter die Aus- und Fortbildung (u. a. DGINA Notfallcampus), Forschung, Patientenversorgung, Organisation und Struktur und Qualitätssicherung (u. a. DGINAzert), berufspolitische Arbeit, Förderung des Nachwuchses in der Notfallmedizin (YoungDGINA) und internationale Kooperationen.
Das wichtigste Ziel der DGINA ist die Förderung und der Aufbau einer interdisziplinären, professionellen Notfallmedizin in Deutschland als eigenständiges Fachgebiet, sowie die Etablierung und Unterstützung von interdisziplinären Notaufnahmen. Im Mai 2018 wurde vom Deutschen Ärztetag die Zusatzweiterbildung „Klinische Akut- und Notfallmedizin“ in die Musterweiterbildungsordnung aufgenommen. Die DGINA wertet dies als wichtigen Schritt auf dem Weg der Qualität und der Weiterentwicklung des Faches Notfallmedizin in Deutschland.
Die DGINA veranstaltet jährlich einen interdisziplinären und interprofessionellen Kongress, an dem Ärzte, Pflegekräfte, Rettungsfachpersonal und alle anderen an der Notfallmedizin beteiligten Berufsgruppen teilnehmen können. Im Rahmen ihres jährlichen Fachkongresses vergibt die DGINA den mit 2500 € dotierten David-Williams-Award, mit dem besondere Leistungen auf dem Gebiet der Notfallmedizin ausgezeichnet werden. Weitere Auszeichnungen der DGINA sind der Hans-Werner-Feder Preis für besondere Innovationen und der Pflege-Fach-Preis für Posterpräsentatiionen im Rahmen des DGINA-Kongresses.

### Facharzt für Notfallmedizin
In 23 der 27 EU-Staaten existiert eine Facharztweiterbildung für Notfallmedizin. Laut DGINA könnte ein eigener Facharzt für Notfallmedizin auch in Deutschland Verantwortung im Notfall bündeln, Prozesse stärken und Ressourcen schonen.
Im Mai 2025 veröffentlichte die DGINA ein umfassendes Curriculum für eine Facharztweiterbildung Notfallmedizin in Deutschland.

## Geschichte
Die DGINA wurde 2005 von den leitenden Ärzten mehrerer Notaufnahmen gegründet. Die neun Gründungskliniken umfassten sowohl Häuser der Grund- und Regelversorgung, Schwerpunkt-, Maximalversorgunger und universitäre Einrichtungen. Im Gründungsvorstand waren Barbara Hogan, Asklepios Klinik Hamburg (Vorsitzende), Georg Altrock, Klinikum Offenbach (Stellv. Vorsitzender), Markus Huntemann, Klinikum Lüdenscheid (Schriftführer), Peter-Friedrich Petersen, Universitätsklinikum Aachen (Schatzmeister) vertreten. Seitdem wuchs die Gesellschaft auf über 2300 Mitglieder (Stand Dezember 2022) und sieht sich heute als Partner der Verantwortlichen in Politik und Gesundheit zum Thema Notfallmedizin. Die DGINA ist seit 2022 Mitgliedsgesellschaft der Arbeitsgemeinschaft der Wissenschaftlichen Medizinischen Fachgesellschaften und war seither an der Erstellung von acht AWMF-Leitlinien beteiligt.